# Brigada Internațională Islamică de Menținere a Păcii
Brigada Internațională Islamică de Menținere a Păcii (cunoscută și ca Brigada Internațională Islamică, Armata Islamică de Menținere a Păcii sau IIPB) a fost numele unei grupări internaționale de teroriști autointitulați mujahedini islamiști, fondată în 1998.
Gruparea era compusă din 400 până la 1.500 de militanți, majoritatea din Daghestan (în special avari și darghini), dar și ceceni, arabi, turci și alți luptători străini.
Emirii (liderii) săi erau mujahedinul arab Ibn Al-Khattab și cecenul Șamil Basaev, iar gruparea a fost activă în Războiul din Daghestan, unde majoritatea militanților au murit sau au fost capturați de forțele rusești. Cei mai mulți dintre membrii rămași în viață au luptat apoi în Al Doilea Război Cecen, în care foștii lideri ai grupării au fost uciși (Khattab în martie 2002 și Basaev în iulie 2006).